# Placówka Straży Granicznej I linii „Chaszczowanie”
Placówka Straży Granicznej I linii „Chaszczowanie” – jednostka organizacyjna Straży Granicznej pełniąca służbę ochronną na granicy polsko-czechosłowackiej w okresie międzywojennym.

## Geneza
Na wniosek Ministerstwa Skarbu, uchwałą z 10 marca 1920 roku, powołano do życia Straż Celną. Od połowy 1921 roku jednostki Straży Celnej rozpoczęły przejmowanie odcinków granicy od pododdziałów Batalionów Celnych. Proces tworzenia Straży Celnej trwał do końca 1922 roku. weszła w podporządkowanie komisariatu Straży Celnej „Ławoczne” z Inspektoratu SC „Dolina”.

## Formowanie i zmiany organizacyjne
Rozporządzeniem Prezydenta Rzeczypospolitej Polskiej Ignacego Mościckiego z 22 marca 1928 roku, do ochrony północnej, zachodniej i południowej granicy państwa, a w szczególności do ich ochrony celnej, powoływano z dniem 2 kwietnia 1928 roku Straż Graniczną.
Rozkazem nr 5 z 16 maja 1928 roku w sprawie organizacji Małopolskiego Inspektoratu Okręgowego dowódca Straży Granicznej gen. bryg. Stefan Pasławski określił strukturę organizacyjną komisariatu SG „Sławsko”.
Rozkazem nr 7 z 25 września 1929 roku w sprawie reorganizacji i zmian dyslokacji Małopolskiego Inspektoratu Okręgowego komendant Straży Granicznej płk Jan Jur-Gorzechowski określił numer i nową strukturę komisariatu.
Placówka Straży Granicznej I linii „Chaszczowanie” znalazła się w jego strukturze.
Na początku 1939 roku 1 pułk piechoty KOP „Karpaty” przejął od Straży Granicznej odcinek granicy polsko-węgierskiej. Placówka Straży Granicznej I linii „Chaszczowanie” została rozwiązana. Batalion KOP „Skole” zorganizował między innymi strażnicę KOP „Chaszczowanie”.

## Służba graniczna
Sąsiednie placówki:
- placówka Straży Granicznej I linii „Oporzec” ⇔ placówka Straży Granicznej I linii „Jelenkowate”− 1929[7]

## Kierownicy/dowódcy placówki
| stopień    | imię i nazwisko         | okres pełnienia służby | kolejne stanowisko     |
| ---------- | ----------------------- | ---------------------- | ---------------------- |
| przodownik | Aleksander Strzeszewski | 4 IX 1932 – 16 V 1935  | podoficer kancelaryjny |
| przodownik | Stefan Karpiński        | 1936 – 1937            | do placówki „Ławoczne” |